# DTS 96/24
 (mars 2015).
Si vous disposez d'ouvrages ou d'articles de référence ou si vous connaissez des sites web de qualité traitant du thème abordé ici, merci de compléter l'article en donnant les références utiles à sa vérifiabilité et en les liant à la section « Notes et références ».
Le DTS 24/96 est une norme de codage audiophonique développé par le laboratoire Digital Theater System (DTS).

## Caractéristiques
Le DTS 24/96 s'opère à plein débit, c'est-à-dire avec un débit de données de 1509,75 kbit/s (environ quatre fois plus d'informations sonores et de détails que le codage Dolby Digital ne le permet...). Jusqu'à présent sur DVD, la fréquence d'échantillonnage était de 48 kHz, tandis que la profondeur du signal était de 20 bits. La dynamique globale dont le système était capable pouvait atteindre environ 120 décibels. Un autre codec, dû au manque de place que le support DVD offrait pour le DTS plein débit a aussi été mis en place : si les chiffres ne bougent pas, en revanche, seul le taux de transfert est abaissé à 754 kbit/s, ce qui implique (dans le cas d'un traitement honnête sans retouches) moins de détails immédiats et une profondeur d'analyse moindre par rapport au DTS plein débit. Auparavant, le DTS, sur support laserdisc, autorisait 20 bits mais était limité au niveau de la réponse en fréquence : seuls 44,1 khz étaient disponibles. Le passage vers les 48 khz du DVD améliore quelque peu le haut du spectre.